# Автоматика

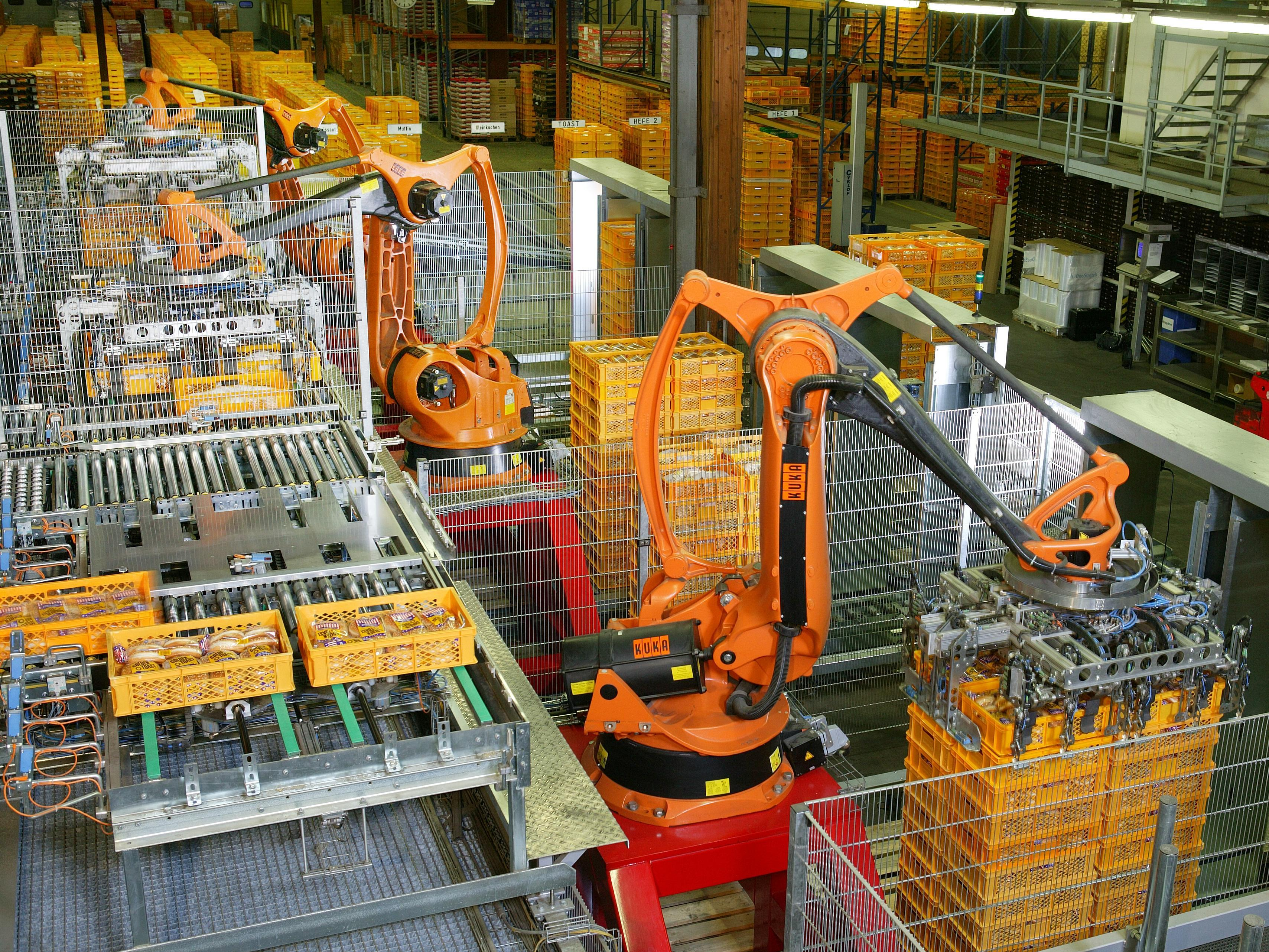
Использование полной автоматизации при изготовлении хлеба.

Автома́тика (от греч. αύτόματος — самодействующий) — отрасль науки и техники, которая разрабатывает технические средства и методы для осуществления технологических процессов без непосредственного участия человека.
Также Автома́тика — совокупность механизмов, приборов, действующих автоматически.

## Возникновение
Формирование автоматики как научной дисциплины относится к сравнительно недавнему времени. Сначала она развивалась на базе научных достижений смежных отраслей. Отдельные теоретические вопросы её разрабатывались другими научными дисциплинами, однако бурное развитие автоматики за последние годы привело к выделению её в отдельную научную дисциплину. Существенный вклад в развитие автоматики внесли советские учёные, завоевав на некоторое время приоритет советской науки в решении многих важных проблем этой отрасли.

## Применение
Сейчас автоматизация широко применяется в различных отраслях народного хозяйства (в промышленности, связи, на транспорте, в коммунальном хозяйстве и частных домах, например как автоматика для ворот), а также в военном деле.
В ряде отраслей промышленного производства создаются полностью автоматизированные цехи и заводы, например автоматизированные бетонные заводы, автоматизированные мельницы, хлебозаводы и прочее. Воплощением идей автоматизации в машиностроении является автоматический завод по изготовлению деталей машин.

### Средства автоматизации
Задачами автоматизации производства является автоматический контроль (включая автоматическую сигнализацию и автоматическую защиту оборудования), автоматическое регулирование и автоматическое управление. Эти задачи решаются путём создания систем автоматизации как информационно объединенной совокупности программируемых устройств автоматизированного и автоматического контроля, регулирования и управления. Системы автоматизации строятся на основе устройств промышленной автоматики.

## Классификация автоматов
- кинематические автоматы — наиболее простая в использовании группа автоматов, известная ещё с глубокой древности.
- нерефлекторные автоматы, которые работают независимо от внешних воздействий, многократно повторяя одни и те же операции в определенной последовательности. К ним относятся автоматическое огнестрельное оружие, некоторые металлообрабатывающие и текстильные станки и.т.п.
- рефлекторные автоматы, которые поддерживают ход производственного процесса на определенном уровне независимо от изменения параметров самого процесса. К ним относятся:
  - регуляторы скорости, давления, температуры, электрического напряжения и т. п.;
  - автоматы с программным управлением — представляют собой качественный скачок в развитии техники. В частности, созданы автоматы с счетно-решательными механизмами и вычислительными машинами, а также автоматы в виде управляющих машин, которые ведут процесс при оптимальном технологическом и техноэкономическом режимах.

## Общественно-экономическое влияние
Способствуя ликвидации существенных различий между физическим и умственным трудом и обеспечивая значительное развитие производительных сил, автоматика является одним из основных элементов технического общества. Прогресс общества, научно-техническая революция возможны только на основе широкого внедрения новой техники, комплексной механизации и автоматизации производственных процессов во всех отраслях хозяйства.